# Joan Mora i Adserà
Joan Mora i Adserà (La Riba, 16 de juliol de 1875 - Sabadell, 1949) fou un industrial tintorer, polític i sindicalista català. El 1898 fou enviat a Cuba per a lluitar a la guerra hispano-estatunidenca. Quan va tornar dirigí una comissió de soldats que reclamaven la soldada del temps en què havien estat reclutats. El 1902 ingressà al Partit Republicà Democràtic Federal, en el que dirigí des de 1908 la Joventut Republicana Federal, i col·laborà a la revista El Trabajo des del 1906, on publicà articles defensant la sindicació dels treballadors.
Durant la dictadura de Primo de Rivera es preocupà pel mutualisme i presidí la Germandat de Sant Jaume, alhora que participava en la fundació de la Federació de Germandats. A les eleccions municipals de l'abril de 1931 fou elegit regidor de Sabadell pel Centre Republicà Federal-Esquerra Republicana de Catalunya, i poc després fou elegit diputat a les eleccions al Parlament de Catalunya de 1932. El 1933 fou nomenat president la Comissió de Cultura de l'Ajuntament de Sabadell i donà suport al president Lluís Companys durant els fets del sis d'octubre de 1934.
Després de la guerra civil espanyola es va exiliar a Montpeller, però deixà la seva família a Sabadell. Va viure a la casa de Miquel Guinart i Castellà i poc després tornà a Sabadell.